# Osicki-Gletscher
Der Osicki-Gletscher ist ein schmaler, stark zerklüfteter Gletscher in der antarktischen Ross Dependency. In der Commonwealth Range fließt er südlich des Mount Deakin nach Westen zum Beardmore-Gletscher. 
Das Advisory Committee on Antarctic Names benannte ihn 1966 nach Kenneth J. Osicki, einem Biologen des United States Antarctic Program auf der McMurdo-Station im Jahr 1963.